# Rafal
Rafal je način izstreljevanja nabojev pri avtomatskem orožju. Pri tovrstnem streljanju za razliko od polavtomatskega orožja sprožilec ne zablokira udarne igle po tem, ko je zaklep vstavil nov naboj v cev. Igla ostane odblokirana dokler se vrši sila na sprožilec, kar povzroči neprekinjeno streljanje.
Ločimo:
- Dvostrelni rafal - rafal, pri katerem pri pritisku na sprožilec izstrelimo dva naboja (posebnost orožja nemškega koncerna Heckler & Koch).
- Tristrelni rafal - rafal, pri katerem pri pritisku na sprožilec izstrelimo tri naboje.
- Dolgi rafal - rafal, pri katerem pri pritisku na sprožilec izstrelimo poljubno število nabojev. Pri tovrstnem rafalu je omejitev le število nabojev v nabojniku.